# Phyllogonium
Phyllogonium là một chi rêu trong họ Phyllogoniaceae.